# Stephen King Goes to the Movies
Stephen King Goes to the Movies è la nona antologia di racconti di Stephen King.
Stephen King ha scelto di riunire in un unico volume cinque suoi racconti che hanno ispirato altrettanti film. Nelle nuove introduzioni firmate dall'autore per commentare il rapporto fra scrittura e cinema, King raccoglie riflessioni, curiosità, backstage dei film realizzati dalle grandi major di Hollywood e tratti dai suoi racconti più famosi.

## Elenco racconti e precedenti pubblicazioni
| nº | Titolo italiano                            | Titolo originale                       | Data della pubblicazione originale |
| -- | ------------------------------------------ | -------------------------------------- | ---------------------------------- |
| 1  | 1408                                       | 1408                                   | 1999                               |
| 2  | Il compressore                             | The Mangler                            | 1972                               |
| 3  | Uomini bassi in soprabito giallo           | Low Men in Yellow Coats                | 1999                               |
| 4  | Rita Hayworth e la redenzione di Shawshank | Rita Hayworth and Shawshank Redemption | 1982                               |
| 5  | I figli del grano                          | Children of the Corn                   | 1977                               |

## Opere contenute

### 1408
Pubblicato originariamente nella raccolta Tutto è fatidico.

#### Trama
Mike Enslin è uno scrittore specializzato nella pubblicazione di storie basate su posti infestati dai fantasmi. Il suo prossimo libro sarà basato sulle storie di una camera dell'hotel Dolphin sulla sessantaseiesima strada di New York, la camera 1408. Decide quindi di soggiornare in quella stanza. Il direttore Olin, racconta il motivo per cui quella stanza non è più stata assegnata a nessuno negli ultimi 20 anni: in quella stanza ci sono stati 12 suicidi e 30 morti naturali nell'arco di 68 anni. Elsin rimane impressionato, ma il suo scetticismo  non lo fa desistere. Appena entra esamina la stanza, dettando tutto al registratore portatile, ma i pensieri cominciano a diventare offuscati. Terrorizzato, Enslin tenta di uscire dalla stanza ma la porta non si apre. Prova a chiamare la reception ma sente una voce forte, gracchiante che inizia a contare: " "Questo è il nono! Questo è il decimo! Dieci! Abbiamo ucciso i tuoi amici! Ogni amico è morto! Questo è il sesto! Sei!".

### Il compressore (The Mangler)
Pubblicato originariamente nella raccolta A volte ritornano.

#### Trama
Il racconto narra di un poliziotto che indaga su strani decessi avvenuti in una lavanderia industriale. Le indagini lo porteranno alla conclusione che il responsabile di tutte le morti è un'entità maligna che vive all'interno di un macchinario dello stabilimento.

### Uomini bassi in soprabito giallo (Low Men in Yellow Coats)
Pubblicato originariamente nella raccolta Cuori in Atlantide.

#### Trama
Bobby Garfield, un bambino come tanti, vive nella cittadina di Harwich, nel Connecticut. La sua vita ha una svolta radicale quando nella sua palazzina si trasferisce un uomo anziano, Ted Brautigan. Ted è una persona molto riservata e misteriosa, ma prende subito in simpatia Bobby, indirizzandolo verso la buona lettura, dandogli il lavoro di leggere le notizie sul giornale per lui e dandogli un compito molto particolare: avvisarlo se per caso dovesse vedere degli uomini bassi in soprabito giallo. Ma Ted nasconde un segreto: quegli uomini lo stanno cercando perché vogliono sfruttare il suo particolare potere mentale.

### Rita Hayworth e la redenzione di Shawshank (Rita Hayworth and Shawshank Redemption)
Pubblicato originariamente nella raccolta Stagioni diverse. Da questo racconto è stato tratto il film con Tim Robbins e Morgan Freeman Le ali della libertà

#### Trama
Andy Dufresne, un mite banchiere, viene incarcerato nel carcere di Shawshank nel 1947, con l'accusa di aver assassinato la moglie e il suo amante. Come tutti i detenuti, si proclamerà sempre innocente.
Nel carcere Andy verrà preso di mira da un gruppo di detenuti, "Le Sorelle", il cui hobby principale consiste nello stuprare gli altri detenuti.
Farà anche la conoscenza di Red (il narratore della storia), con il quale stringerà poi una bellissima amicizia. Red è la tipica persona che riesce a trovare di tutto, dalle sigarette ad ogni altro oggetto. A lui Andy chiederà di reperirgli Rita Hayworth.
Le capacità contabili dell'uomo, lo faranno entrare nelle grazie del temuto e spietato direttore Norton, la cui cattiveria è pari solo alla sua religiosità. Sfruttando le conoscenze di Andy, riuscirà a riciclare il denaro sporco proveniente dal programma "Dentro-Fuori": i detenuti lavorano fuori del carcere per una paga molto bassa.
Un giorno, Andy sente da un altro prigioniero una storia su qualcuno che si vantava di aver ucciso un ricco golfista e la moglie di un qualche banchiere, ed aver fatto rinchiudere lui per i delitti. Venuto a conoscenza di questo, Andy inizia a sperare che la sua innocenza venga finalmente riconosciuta, e progetta di chiedere la riapertura del suo processo. Per farlo, però, ha bisogno del permesso di Norton, che, ovviamente, si guarda bene dal concedere.

### I figli del grano (Children of the Corn)
Pubblicato originariamente nella raccolta A volte ritornano.

#### Trama
Una coppia, mentre guida nelle campagne del Nebraska, investe un ragazzo che attraversava di corsa la strada. Giungono quindi a Gatlin, una piccola cittadina dall'aria abbandonata, alla ricerca della polizia. I due scopriranno che anni prima i bambini della città uccisero gli adulti abbracciando il culto pseudo-cristiano di un demone in agguato nei campi di grano (conosciuto come "Colui che Cammina tra i Filari") che pretende che chiunque sia oltre i diciannove anni venga sacrificato.

## Trasposizioni Cinematografiche
Di seguito i film che sono stati tratti dai racconti:
- Dal racconto 1408: 1408
- Dal racconto Il compressore: The Mangler - La macchina infernale
- Dal racconto Uomini bassi in soprabito giallo: Cuori in Atlantide
- Dal racconto Rita Hayworth e La Redenzione Di Shawshank: Le ali della libertà
- Dal racconto I figli del grano: Grano rosso sangue